# یک جایی
یک جایی (به انگلیسی: Somewhere) فیلمی درام به کارگردانی سوفیا کوپولا محصول سال ۲۰۱۰ آمریکا است. هنرپیشه‌های فیلم استیون درف و ال فانینگ هستند. این فیلم در سال ۲۰۱۰ برنده شیر طلایی جشنواره فیلم ونیز شده‌است.
موضوع این فیلم به زندگی تنهایی‌آور ستارگان هالیوودی و انتقاد از رفتار هالیوود با بازیگرانش می‌پردازد.